# Vesicularia nitidula
Vesicularia nitidula är en bladmossart som beskrevs av Jules Cardot och Potier de la Varde 1924. Vesicularia nitidula ingår i släktet Vesicularia och familjen Hypnaceae. Inga underarter finns listade i Catalogue of Life.